# Pombalinho (Golegã)
Pour les articles homonymes, voir Pombalinho.
Pombalinho est une freguesia portugaise située dans le district de Santarém.
Avec une superficie de 8,92 km2 et une population de 562 habitants (2001), la paroisse possède une densité de 63 hab./km2.

## Histoire
La freguesia de Pombalinho a été créée le 28 juillet 1606.
La loi no 11-A/2013 du 28 janvier 2013 portant réorganisation administrative du territoire des freguesias rattache la paroisse de Pombalinho, qui appartenait jusqu'à présent à la municipalité Santarém, à la municipalité de Golegã.